# Рыжебрюхий дрозд
Рыжебрюхий дрозд (лит. Turdus rufiventris) — певчая птица семейства дроздовых, распространённая в странах Южной Америки. Национальный символ Бразилии.

## Внешний вид и поведение

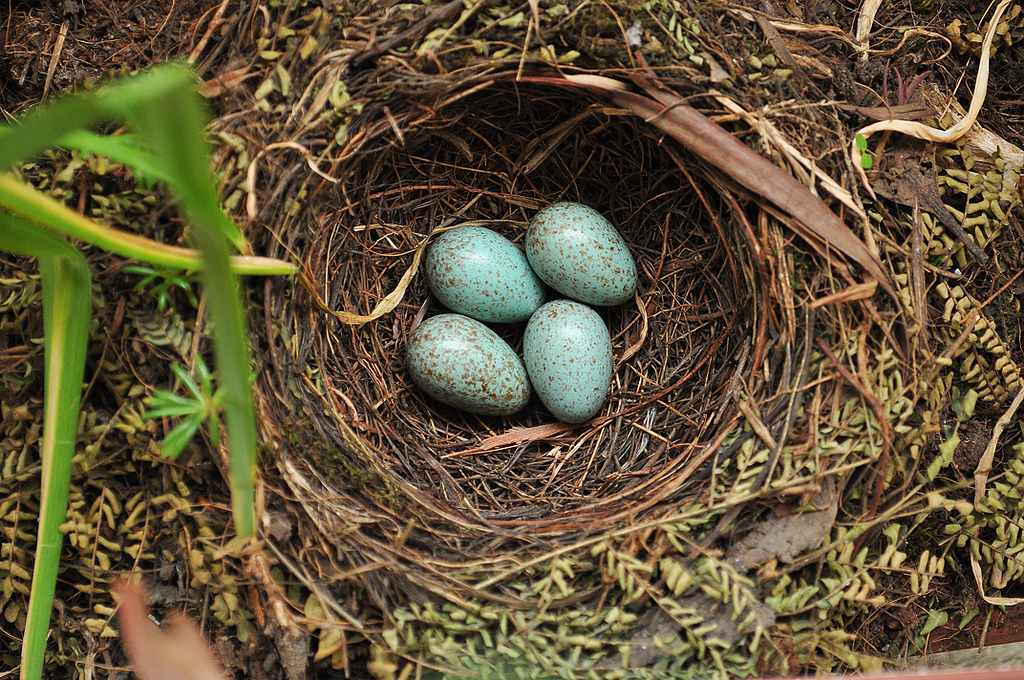
Гнездо рыжебрюхого дрозда

Рыжебрюхий дрозд — птица длиной около 25 сантиметров. Оперение в основном бурое, за исключением ржаво-красного брюха и белого горла. Иногда отмечаются также жёлтые круги вокруг глаз. Длинные тонкие ноги обуславливают скачкообразную манеру передвижения по земле. Клюв жёлтого цвета. Половой диморфизм не отмечен, самки внешне не отличаются от самцов и гнёзда строят вместе.
Продолжительность жизни до 25—30 лет. Предпочитает жить в одиночку или парами, брачный сезон начинается в середине октября и продолжается чуть больше двух месяцев. Гнездо чашеобразное, строится из травы, листьев и мха в среднем на высоте 4,5 метров над землёй. Самка откладывает от двух до шести светлоокрашенных крапчатых яиц. Средняя продолжительность насиживания — 13 дней. Диета смешанная, в пищу идут как черви и насекомые, так и плоды (апельсины, папайя, кокосы, бананы, гуава, вишни, инжир и т. п.). Примерно через час после еды дрозд выплёвывает непереваренные семена, способствуя распространению съедобных растений.
Рыжебрюхий дрозд — певчая птица, как и другие представители дроздовых.

## Ареал и популяция
Рыжебрюхий дрозд — перелётная птица, зимующая в тёплых краях, в тёплое время года возвращаясь из тропиков в регионы с умеренным климатом. Он распространён на значительных территориях Южной Америки, от Уругвая и северных областей Аргентины до Восточной Бразилии и Боливии. Обычная среда обитания — леса, парки, сады.
Численность популяции никогда не измерялась, но по оценкам специалистов она намного выше порога, за которым вид считается уязвимым (менее 10 тысяч взрослых особей). Кроме того, размер популяции считается стабильным, и с этой точки зрения также нет оснований к причислению вида к уязвимым (для чего необходимо снижение популяции на 30 % за 10 лет или три поколения). Потенциальную угрозу для вида может представлять сведение влажных лесов — основной среды его обитания — и отлов на продажу в качестве домашних певчих птиц. Тем не менее, отмечается, что рыжебрюхий дрозд хорошо адаптируется к жизни рядом с человеком и является одной из наиболее распространённых птиц аргентинских пригородов.

## Рыжебрюхий дрозд в культуре
С 1966 года рыжебрюхий дрозд является национальной птицей штата Сан-Паулу, а президентским декретом от 3 октября 2002 года он был объявлен национальной птицей Бразилии. Декрет о национальной птице был издан ещё в 1968 году, но лишь через 34 года было названо её имя: при выборе рыжебрюхий дрозд получил 91,7 % голосов читателей журнала «Folha do Meio Ambiente». За его кандидатуру высказался и писатель Жоржи Амаду. В Бразилии этой птице посвящён ряд популярных стихотворений и песен. Среди авторов стихов, посвящённых рыжебрюхому дрозду, — видный представитель бразильского романтизма Гонсалвис Диас, прославивший его в своей «Песне изгнания».